# Bègues
Bègues é uma comuna francesa na região administrativa de Auvérnia-Ródano-Alpes, no departamento Allier. Estende-se por uma área de 8,39 km². Em 2010 a comuna tinha 228 habitantes (densidade: 27,2 hab./km²).